# Proximaal (anatomie)
Proximaal (Latijn: proximus, dichtbijgelegen) is de plaatsaanduiding van een lichaamsonderdeel dat dichter bij het centrum van het lichaam ligt dan een ander lichaamsonderdeel. Het tegenovergestelde is distaal. Het heupgewricht ligt bijvoorbeeld proximaal van het kniegewricht.
superior · inferior · anterior · posterior 

craniaal · rostraal · caudaal 

proximaal · distaal 

ventraal · dorsaal · lateraal · mediaal
coronaal · sagittaal · mediaan · transversaal 

nasaal · temporaal · occipitaal 

contralateraal · ipsilateraal · bilateraal · unilateraal 

afferent · efferent